# Георги Емануилов
Георги Емануилов е български политик.

## Биография
Роден е през 1891 година в Кюстендил в преселническо семейство от Царево село, Македония. Завършва Военното училище в София като кавалерист с офицерско звание.
Участва във Балканската война (1912 – 13) и Първата световна война (1915 – 1918), като през последната е тежко ранен и остава инвалид. След 1919 година става член на Демократическата партия на Александър Малинов, а когато през август 1923 година се учредява дясната партия „Демократически сговор“ се включва в ръководството на принадлежащата към последната партия кюстендилска организация. Сближава се със сговористките депутати в ХХІ Обикновено народно събрание Иван Г. Лекарски и о. з. полковник Д. Митов, които го издигат за кмет на 1 декември 1926 година. Падането на сговористкото правителство и лошата му популярност вследствие на репресиите през 1923 – 1925 година насърчават опозиционни сили да пречат на Георги Емануилов да работи спокойно. В началото на август 1929 година е принуден да се оттегли от кметския пост. До края на ноември ръководството на общината е поверено на Владимир Василев Филипов като председател на Общинска тричленна комисия. Георги Емануилов е възстановен на поста си в края на ноември 1929 година.
По време на неговото кметуването се предоставя на Министерството на правосъдието бившата сграда на Педагогическото училище за съдебна палата. Преустройството на сградата е завършено през юли 1931 година. Завършено е строителството на хижа „Осогово“. Построява се паметник на Тодор Александров.
Георги Емануилов е избран отново за кмет на 12 януари 1940 г. и заема поста до 13 септември 1942 година. През този период се извършва корекция на река Банщица.